# Liste der Nummer-eins-Hits in Brasilien (2018)
Diese Liste der Nummer-eins-Hits basiert auf den offiziellen Singlecharts von Pro-Música Brasil, der brasilianischen Landesgruppe der IFPI, im Jahr 2018. Die Charts basieren vollständig auf Streaming und werden monatlich ermittelt.

## Singles
| ← 2017 ← | Liste der Nummer-eins-Hits in Brasilien | Liste der Nummer-eins-Hits in Brasilien                    | Liste der Nummer-eins-Hits in Brasilien | 2019 →                    |
| \| Zeitraum \| Mt. ges. \| Interpret \| Titel Autor(en) \| Zusätzliche Informationen \| \| (Zeitraum, Monate auf Platz eins, Interpret, Titel, Autor[en], zusätzliche Informationen) \| \| \| \| \| \| ----------------------------------------------------------------------------------------- \| -------- \| ---------------------------------------------------------- \| --------------------- \| ------------------------- \| \| Dezember 2017 – Februar 2018 3 Monate \| 3 \| Anitta, MC Zaac, Maejor feat. Tropkillaz & DJ Yuri Martins \| Vai malandra \| – \| \| März 2018 1 Monat \| 1 \| MC Kevinho, Simone & Simaria \| Ta Tum Tum \| – \| \| April 2018 1 Monat \| 1 \| Zé Neto & Cristiano \| Largado As Traças \| – \| \| Mai 2018 1 Monat \| 1 \| Jorge & Mateus \| Propaganda (Ao Vivo) \| – \| \| Juni 2018 – August 2018 3 Monate \| 3 \| Matheus & Kauan feat. Anitta \| Ao Vivo E A Cores \| – \| \| September 2018 – Oktober 2018 2 Monate \| 2 \| Marília Mendonça \| Ciumeira \| – \| \| November 2018 – Januar 2019 3 Monate \| 3 \| Ferrugem & Felipe Araújo \| Atrasadinha (Ao Vivo) \| – \| |                                         |                                                            |                                         |                           |
| ← 2017 |                                         |                                                            |                                         | → 2019 →                  |
| Zeitraum | Mt. ges.                                | Interpret                                                  | Titel Autor(en)                         | Zusätzliche Informationen |
| (Zeitraum, Monate auf Platz eins, Interpret, Titel, Autor[en], zusätzliche Informationen) |                                         |                                                            |                                         |                           |
| Dezember 2017 – Februar 2018 3 Monate | 3                                       | Anitta, MC Zaac, Maejor feat. Tropkillaz & DJ Yuri Martins | Vai malandra                            | –                         |
| März 2018 1 Monat | 1                                       | MC Kevinho, Simone & Simaria                               | Ta Tum Tum                              | –                         |
| April 2018 1 Monat | 1                                       | Zé Neto & Cristiano                                        | Largado As Traças                       | –                         |
| Mai 2018 1 Monat | 1                                       | Jorge & Mateus                                             | Propaganda (Ao Vivo)                    | –                         |
| Juni 2018 – August 2018 3 Monate | 3                                       | Matheus & Kauan feat. Anitta                               | Ao Vivo E A Cores                       | –                         |
| September 2018 – Oktober 2018 2 Monate | 2                                       | Marília Mendonça                                           | Ciumeira                                | –                         |
| November 2018 – Januar 2019 3 Monate | 3                                       | Ferrugem & Felipe Araújo                                   | Atrasadinha (Ao Vivo)                   | –                         |